# 派對咖孔明
《派對咖孔明》是原作、小川亮作畫的日本漫畫作品。在2019年12月31日起在講談社旗下雜誌《Comic DAYS》開始連載，之後於2021年11月移籍至《週刊Young Magazine》繼續連載。2020年6月23日台灣於《新少年快報》電子版連載中文版。
第1集發售時，推出電視廣告。第2集發售時，則推出配音的紀念PV，並且公開發表第1話的有聲漫畫。2021年在講談社主辦由全國書店店員投票遴選前十部「有趣且值得推薦的漫畫作品」的獎項「講談社真心推薦！漫畫展2021（日语：講談社ガチ！マンガフェア2021）」榜上有名。

## 故事概要
中國三國時代，蜀漢丞相諸葛亮（字孔明）在五丈原之戰中病死，當他醒過來後，發現自己以年輕之姿轉生到正在舉辦萬聖夜遊行的現代日本東京都澀谷。孔明在夜店與創作歌手月見英子相遇，獲知英子在追逐音樂夢想過程中遭受挫折，決意幫助她實現夢想，以軍師身分活躍於現代，同時隨著劇情發展，兩者逐漸影響包含音樂界在內的眾人，令音樂界產生了巨幅的變化……。

## 出版書籍
| 冊數 | 講談社         | 講談社                 | 東立出版社     | 東立出版社             |
| 冊數 | 發售日期       | ISBN                   | 發售日期       | EAN / ISBN             |
| ---- | -------------- | ---------------------- | -------------- | ---------------------- |
| 1    | 2020年4月8日   | ISBN 978-4-06-519219-1 | 2020年12月4日  | EAN 471060104330-1     |
| 2    | 2020年7月8日   | ISBN 978-4-06-520198-5 | 2021年2月22日  | ISBN 978-957-26-5693-8 |
| 3    | 2020年10月14日 | ISBN 978-4-06-520998-1 | 2021年9月6日   | ISBN 978-957-26-5971-7 |
| 4    | 2021年1月13日  | ISBN 978-4-06-522012-2 | 2021年10月12日 | ISBN 978-957-26-6395-0 |
| 5    | 2021年4月14日  | ISBN 978-4-06-522928-6 | 2022年3月1日   | ISBN 978-957-26-6948-8 |
| 6    | 2021年7月14日  | ISBN 978-4-06-523989-6 | 2022年4月1日   | ISBN 978-957-26-7554-0 |
| 7    | 2021年11月18日 | ISBN 978-4-06-525885-9 | 2022年6月13日  | ISBN 978-957-26-8383-5 |
| 8    | 2022年1月6日   | ISBN 978-4-06-526485-0 | 2022年7月11日  | ISBN 978-957-26-8601-0 |
| 9    | 2022年4月6日   | ISBN 978-4-06-527465-1 | 2022年8月26日  | ISBN 978-957-26-9245-5 |
| 10   | 2022年7月6日   | ISBN 978-4-06-528482-7 | 2022年12月5日  | ISBN 978-626-7185-04-9 |
| 11   | 2022年10月6日  | ISBN 978-4-06-529480-2 | 2023年3月2日   | ISBN 978-626-347-480-2 |
| 12   | 2023年1月6日   | ISBN 978-4-06-530382-5 | 2023年9月1日   | ISBN 978-626-360-286-1 |
| 13   | 2023年4月6日   | ISBN 978-4-06-531377-0 | 2023年10月19日 | ISBN 978-626-372-111-1 |
| 14   | 2023年7月6日   | ISBN 978-4-06-532251-2 | 2024年1月4日   | ISBN 978-626-372-793-9 |
| 15   | 2023年10月5日  | ISBN 978-4-06-533371-6 | 2024年5月17日  | ISBN 978-626-02-0554-6 |
| 16   | 2024年1月9日   | ISBN 978-4-06-534296-1 | 2024年9月6日   | ISBN 978-626-02-1328-2 |
| 17   | 2024年4月5日   | ISBN 978-4-06-535243-4 | 2024年12月13日 | ISBN 978-626-02-2023-5 |
| 18   | 2024年8月6日   | ISBN 978-4-06-536541-0 | 2025年3月28日  | ISBN 978-626-02-3129-3 |
| 19   | 2024年11月6日  | ISBN 978-4-06-537449-8 | 2025年5月23日  | ISBN 978-626-02-4221-3 |
| 20   | 2025年2月6日   | ISBN 978-4-06-538457-2 | 2025年7月18日  | ISBN 978-626-02-4682-2 |
| 21   | 2025年4月18日  | ISBN 978-4-06-539233-1 |                |                        |
| 22   | 2025年8月6日   | ISBN 978-4-06-540503-1 |                |                        |

## 反響
2020年的「下一部人氣漫畫大賞2020」中，《派對咖孔明》獲得相當於特別獎的「U-NEXT獎」。
2023年5月，官方宣布單行本累計銷量突破160萬冊。

## 電視動畫
於2022年4月播放。由P.A.WORKS製作，本作成為他們首次製作以漫畫為原作的動畫作品。
動畫的旁白聲優是增谷康紀，他亦是同為三國題材的《真·三國無雙系列》遊戲之旁白。香港粵語版的聲優是張振聲，台灣台語版的聲優是何吳雄。

### 製作人員

#### 日本
- 原著：四葉夕卜、小川亮
- 導演：本間修
- 系列構成、编剧：米內山陽子
- 角色設計：關口可奈味
- 道具設定：宮岡真弓、牧野博美
- 美術監督：東潤一
- 美術設定：藤井祐太
- 色彩設計：江口亞紗美
- 3D監督：市川元成
- 攝影監督：富田喜允
- 編輯：高橋步
- 特殊效果：村上正博
- 音響監督：飯田里樹
- 音樂：彥田元氣
- 音樂製作：avex pictures
- 動畫製作：P.A.WORKS
- 製作：「派對咖孔明」製作委員會[9]

#### 香港
- 音樂監製：DS[10]
- Rap詞創作：白空銀[10]
- 納米量作詞：Antonio[10]
- 真Rapper現場協助：Sisterbing冰姐[10]
- 撰稿員：Ken、Ray、Oscar、Patrick、安室大和[10]
- 收音：Olive Yeung[10]
- 混音：天哥[10]
- 副配音導演：Oscar[10]
- 審稿、校對、監製、配音導演：Antonio Cheung[10]

#### 台灣
- 錄音室：博樂多媒體、禮讚
- 聲音表情指導：江志倫
- 現場台語指導：葉又菁
- 監製：呂東熹
- 督導：劉桂蘭
- 製作協調：吳華真
- 執行製作：蘇郁喬
- 台語顧問：廖淑鳳
- 後製編導：羅香妹、焦理揚、綵宏映像
- 公共電視台 監製

### 主題曲
片頭曲

主唱：QUEENDOM
作曲：Tarcsi Zoltan，編曲：M.O.R，日語空耳填詞：RUCCA
片尾曲
《心情HIGH翻天》（第1-3話、第5-8話、第10-12話）
主唱：EIKO（96猫）、诸葛孔明（置鮎龍太郎）、KABE太人（千葉翔也，第5話起）、久遠七海（Lezel，第7話起）
作詞：hiroko、mitsuyuki miyake，作曲：mitsuyuki miyake、日比野元气、Shifo，編曲：彦田元气
（六本木烏冬屋） （第4話）
主唱：EIKO（96猫）
作詞：BOUNCEBACK，作曲、編曲：ats-
插入曲
《I'm still alive today acoustic ver.》（第1、7、8、9话）
主唱：EIKO（96猫）（第1、9話）、久遠七海（Lezel）（第7话）、EIKO（96猫）＆久遠七海（Lezel）（第8话）
作詞：Kenn Kato，作曲：大西克巳，編曲：日比野裕史
《Be Crazy For Me》（第1、2话）
主唱：EIKO（96猫）
作詞：Kenn Kato，作曲：大西克巳，編曲：日比野裕史
《Shooting Star》（第1、2话）
主唱：EIKO（96猫）
作詞：leonn，作曲：BOUNCEBACK，編曲：日比野裕史
《Make it real》（第2话）
主唱：MIA（小林優）
作詞：Kenn Kato，作曲、編曲：ats-
《Find the way》（第6话）
主唱：EIKO（96猫）
作詞：小松レナ，作曲：多胡邦夫，編曲：米田浩德
《DREAMER》（第10、12话）
主唱：EIKO（96猫）
作詞：BOUNCEBACK，作曲、編曲：ats-
《UNDERWORLD》（第11话）
主唱：久遠七海（Lezel）
作詞：kenko-p，作曲、編曲：ats-
《ChocoPate》（第12话）
主唱：久遠七海（Lezel）
作詞：leonn，作曲、編曲：日比野裕史

### 劇集列表
| 集數 | 標題                    | 編劇       | 分鏡     | 演出           | 首播日期      | 作畫監督                                                                                                 |
| --- | ----------------------- | ---------- | -------- | -------------- | ------------- | --- |
| 1 | 孔明，降臨於澀谷 （）   | 米內山陽子 | 本間修   | 本間修         | 2022年3月31日 | 宮下雄次、伊藤幸、山村俊了                                                                               |
| 三國時期的軍師孔明逝於五丈原後，轉世到21世紀的日本涉谷，巧遇萬聖節活動的孔明見到扮成怪物的群眾，誤以為自己來到地獄。之後孔明在BB夜店遇見在該店駐唱及兼職的歌手月見英子，被她的歌聲感動。兩人進一步相識後，孔明得知自己已經轉世，也得知英子的歌手之途並不順遂。他向英子請教現代世界的常識，並希望能有所回報，在英子的介紹下，孔明開始在BB夜店打工，並自薦擔任英子的軍師，幫助她實現夢想，以報其三顧草廬之禮。                                                      |                         |            |          |                |               | |
| 2 | 孔明，施展計謀 （）     | 米內山陽子 | 本間修   | 中西基樹       | 2022年4月7日  | 小笠原憂、Jang Sang-mi、Yoom Seung-hyum、Ham Kyung-mi、Ho Sung Jin、Lee Jong Man                         |
| 孔明和英子在夜店聽到知名歌手米亞的演唱，並受邀在米亞的活動中演唱，但兩人的演唱時間相同，孔明隨即發現這是米亞設下的計謀。在活動當日，孔明在夜店會場佈下石兵八陣，讓英子的聽眾只進不出，藉此將米亞的聽眾導向英子。一夜之間，英子的社群網站帳號的關注人數便翻了五倍，超過千人。 |                         |            |          |                |               | |
| 3 | 孔明，看清前進之路 （） | 寺西南都   | 及川啓   | 藤井康雄       | 2022年4月14日 | 小島明日香、花輪美幸、Kim gi-nam                                                                         |
| 孔明為英子報名參加代代木的音樂節，但她的舞台位置極差，鄰近又有知名樂團JET JACKET。孔明便施展三十六計之無中生有，釋出器材故障的假消息，讓JET JACKET放鬆警惕，並一鼓作氣吸引JET JACKET的觀眾。事後孔明也攏絡了JET JACKET的成員，建立人脈關係。 |                         |            |          |                |               | |
| 4 | 孔明，照亮前進之路 （） | 米内山陽子 | 西田正義 | 板庇迪         | 2022年4月21日 | タカハシアキラ 花輪美幸 舘崎大 齊藤香織 倉田衛 Jang Sang-mi Yoon Seung-hyun Ham Kyungmi                  |
| 英子的表演讓她受到音樂節主辦人近藤剛的注意，近藤提出選擇和條件。比起參加約有萬名觀眾的音樂節，英子選擇了約有三十萬觀眾的SUMMER SONIA，而參加條件是在期限內於社群網站上獲得十萬個讚。英子對達成條件毫無頭緒，雖然她相信孔明會想出計畫，但因孔明四處探詢人才，未能與他有良好溝通，所幸兩人後來把話說開，英子才鬆一口氣並獲得信心。英子告訴孔明自己的夢想是參加世界上最大的音樂節Voicell Land。                                                                      |                         |            |          |                |               | |
| 5 | 孔明，押住韻腳 （）     | 白坂英晃   | 今泉賢一 | 森田侑希       | 2022年4月28日 | 伊藤幸 五十嵐俊介                                                                                        |
| 青年KABE太人曾在饒舌對決賽蟬聯三年冠軍，他雖有優異的才能，卻因為對決和連勝帶來的壓力導致的壓力性胃潰瘍使他不願再站上舞台。孔明找到KABE，展現自己的饒舌技巧，並邀他參加在BB夜店舉辦的饒舌對決。 |                         |            |          |                |               | |
| 6 | 孔明的即興饒舌 （）     | 白坂英晃   | 本間修   | 小林彩         | 2022年5月5日  | 井上裕亮 山村俊了 福井麻記 タカハシアキラ Ho Sung Jin                                                    |
| KABE抱著看熱鬧的心態來到BB夜店，卻被店長和孔明逼上台，他和孔明進行饒舌對決，雙方戰成平手。在延長賽中，兩人的氣勢如同姜維大戰趙雲，最後孔明以古詩十九首之《去者日以疎》，激勵他面對未來。受到激勵的KABE決定回到饒舌舞台，並應孔明的邀約，成為他麾下唱將。 |                         |            |          |                |               | |
| 7 | 天下太平之計vol.1 （）  | 寺西南都   | 西田正義 | タカハシアキラ | 2022年5月12日 | 小島明日香 伊藤幸 小笠原憂 加藤明日美 神谷美也子 Hwang Mi-jeong Hong In-su Park yeong-hee Bae geun-young |
| 孔明指出，獲得十萬個讚競賽中最具威脅性的對手是三人團體AZALEA，而贏得競賽的關鍵是英子寫的新歌，另外，孔明要求KABE應先和宿敵赤兔馬Kung fu分出高下。在孔明的錦囊妙計下，英子順利和DJ木戶對話，但木戶聽過英子的歌聲後，認為她的歌聲缺乏自我，並要她多加磨練。之後英子遇見在街頭演唱的七海，和她共演了一曲。 |                         |            |          |                |               | |
| 8 | 尋找自我 （）           | 寺西南都   | 淺井義之 | 藤井康雄       | 2022年5月19日 | 小島明日香 宮下雄次 花輪美幸 Park Aeri Song Jin-hui                                                      |
| 英子再次和七海一起演出，她發現自己的水準遜於七海。KABE遇到了創作瓶頸，英子建議他回歸原點，所以KABE回老家一趟，他在那裡遇見舊友佐佐木，並得知他的高中母校已經把他視為傳奇人物。七海和英子成了好友，兩人多次搭檔演唱後，英子的歌唱實力大增，她決定去向木戶證明自己。 |                         |            |          |                |               | |
| 9 | 為了蒼生 （）           | 白坂英晃   | 長沼範裕 | 粟井重紀       | 2022年5月26日 | 田中彩 中山美雪 山村俊了 Lee Sang Jim 佐藤好                                                             |
| 七海揭示了自己的真實身分，並向英子傾訴自己的往事。她是AZALEA的主唱，樂團原先的路線是表現青春，但卻一直默默無聞，在經濟壓力下，她們聽從製作人唐澤壽彥的指示，改走性感偶像風格，雖然因此名利雙收，但七海唱得非常痛苦。她無法拋開包袱，才藉著街頭賣藝轉換心情。英子在了解七海的煩惱後為她獻唱了一曲，並了解孔明所謂「為了蒼生而唱」的含意。 |                         |            |          |                |               | |
| 10 | DREAMER （）            | 米内山陽子 | 西田正義 | 鈴木琢磨       | 2022年6月2日  | 天野和子 タカハシアキラ 佐藤好 Park Ae-Lee Song Jin-Hee Hong Yu-Mi Lee Jong Man                          |
| KABE在舊友們的幫助下突破了瓶頸，並在饒舌對決賽上讓赤兔馬Kung fu自愧弗如。唐澤打算讓AZALEA舉行快閃演唱會並贈送百萬獎金來獲得十萬讚，儘管七海對此不齒，但她無法反抗此決定。雖然英子遲遲無法決定為歌名定案，但她以歌唱實力說服了木戶，在她演唱木戶為自己重新編曲的歌曲後，孔明憶起自己與劉備初次相遇的情景，並認定英子就是自己今世的主公。之後，英子將新歌的歌名定為「DREAMER」。                                                                                    |                         |            |          |                |               | |
| 11 | 草船借箭 （）           | 米内山陽子 | 許琮     | 高村彰         | 2022年6月9日  | 井上裕亮 山村俊了 川口弘明 小笠原憂 Lee Sang Jin                                                         |
| 在AZALEA發布演唱會和贈獎消息後，大批人潮聚集在澀谷街頭。孔明預料到此事，預先安排英子和KABE在SHIBUYA109前登台，讓英子演唱AZALEA的歌曲，草船借箭似地獲取對手陣營的人氣，拿下現場觀眾的七萬個讚。唐澤發現此事後不為所動，讓AZALEA在英子舞台的正對面演唱，並獲得九萬餘讚。但KABE隨即以饒舌diss AZALEA，稱她們只是唱對嘴的冒牌貨，逼她們脫下面具，同時孔明安排在群眾中的暗樁也開始挑撥離間，呼籲大家收回對AZALEA的讚。面對噓聲不斷的現場觀眾，英子必須以新歌一決勝負。 |                         |            |          |                |               | |
| 12 | 英子的歌 （）           | 米内山陽子 | 本間修   | 本間修         | 2022年6月16日 | 小島明日香 天野和子 宮下雄次 伊藤幸 佐藤好 Lee Sang Jin                                                  |
| 在七海安撫現場群眾後，英子演唱〈DREAMER〉獲得觀眾好評，也喚起AZALEA的初衷，並順利取得十萬個讚，取得SUMMER SONIA參加權。唐澤決定祭出新歌與之對抗，但AZALEA已經失去戰意，她們脫下面具，演唱自己創作、也屬於自己的音樂，此種風格乍看之下沒有博取現場觀眾的佳評，但在孔明將她們演唱的影像上傳至網路後，該段影片也獲得十萬個讚。在英子的慶功宴上，唐澤認為自己該功成身退，但AZALEA選擇繼續與唐澤合作。英子感謝孔明至今的付出，並約好繼續逐夢。                         |                         |            |          |                |               | |

### 播映平台
| 播映地區         | 播映平台                                                                                                 | 播映日期                                                | 播映時間                                                              | 備註                                      |
| ---------------- | --- | ------------------------------------------------------- | --------------------------------------------------------------------- | ----------------------------------------- |
| 香港、澳門、台灣 | bilibili                                                                                                 | 2022年3月31日－6月16日                                  | 星期四 22:00（UTC+8）                                                 | [ 11 ]                                    |
| 香港、澳門、台灣 | Ani-One Asia YouTube頻道                                                                                 | 2022年7月28日                                           | 星期四 18:00（UTC+8）全集上架                                         | [ 12 ]                                    |
| 台灣             | 巴哈姆特動畫瘋、Netflix、KKTV、Hami Video、 中華電信MOD、遠傳friDay影音、MyVideo、 LINE TV、CATCHPLAY+\| | 2022年7月28日                                           | 星期四 18:00（UTC+8）全集上架                                         | 日語發音、華語字幕                        |
| 台灣             | 公視台語台                                                                                               | 2023年11月25日－2023年12月30日                          | 星期六 20:00 星期日 11:00（重播）                                     | 台語發音、華語字幕                        |
| 香港             | Viu OTT                                                                                                  | 2023年9月15日                                           | 全集上架                                                              | 日語原聲、中文字幕                        |
| 香港             | Viu 自選服務 (now E)                                                                                     | 2023年9月15日                                           | 全集上架                                                              |                                           |
| 香港             | Viu 自選服務 (now TV)                                                                                    | 2023年9月22日                                           | 全集上架                                                              |                                           |
| 香港             | ViuTV | 2023年9月30日－12月23日（首播） 2025年5月27日－（重播） | 星期六或星期日 《週六好戲勢》後播映（首播） 周一到周五 23：35（重播） | 含粵日雙語、一週viu.tv及ViuTV app足本重溫 |

### 藍光
| 卷數 | 發售日期      | 收錄話數      | 規格編號   |
| ---- | ------------- | ------------- | ---------- |
| 1    | 2022年6月29日 | 第1話－第4話  | EYXA-13727 |
| 2    | 2022年7月27日 | 第5話－第8話  | EYXA-13728 |
| 3    | 2022年8月31日 | 第9話－第12話 | EYXA-13730 |

### 相關爭議

#### 地圖標示錯誤
動畫第一集中，開頭解說東漢末年三分天下的局面時，誤將三國時期曹魏的疆域範圍涵蓋整個朝鮮半島，引起韓國網友的議論以及不滿，隨後動畫組官方道歉並修正地圖。

#### 車牌諧音
動畫第三集中，10分處的片段為女主角英子在卡車前唱歌的畫面（漫畫則是附近無卡車），其中卡車車牌號碼「47291」，日語諧音讀起來像是「討厭支那」，疑似辱華，一開始引發日本網友議論，隨後事情延燒至中國大陸，引發中國大陸網友議論及公憤，紛紛至動畫官方推特留言並要求其對此致歉，不過動畫組官方對此並未表態。同時亦有日本方面評論指出，「47291」是日野自動車在2021年因排氣系統問題而召回的大型卡車 Profia 之數量，加上畫面中卡車的標志與日野非常相似，所以其實是暗指日野自動車的醜聞，與支那沒有關係。

## 電視劇
《派對咖孔明》是日本富士電視台於2023年9月27日至11月29日在「水10」時段（22:00 - 22:54 JST）播出的電視連續劇，由向井理主演。
香港由Viu於2023年9月27日起獨家播出。臺灣由friDay影音於2023年9月27日至11月29日播出，緯來日本台於2023年9月30日至12月2日同步播出。

### 演員列表

#### 主要人物
- 諸葛孔明：向井理[16]（粵語配音：杜景煜）
- 月見英子：上白石萌歌[17]（粵語配音：楊樂瑤）

#### 其他人物
- 老闆小林：森山未來[18]（粵語配音：李家傑）
- 劉備：藤岡靛[19]（粵語配音：楊耀泰）
- 久遠七海：八木莉可子[18]（粵語配音：顧詠雪）
- MIA西表：菅原小春[18]（粵語配音：羅婉楓）
- KABE太人（河邊太人）：宮世琉彌[18]（粵語配音：潘昀雋）
- 前園桂司：關口Mandy[18]（粵語配音：何家裕）
- 瑪麗亞·迪賽兒：AVU chan[20]（粵語配音：陳灝瑋）
- RYO：森崎溫[21]（粵語配音：郭湛深）
- MASA：高尾悠希[21]（粵語配音：鄧燦陽）
- TAKU：松延知明[21]（粵語配音：陳灝瑋）
- 赤兔馬Kung fu：ELLY[22]（粵語配音：周倚天）
- 一夏：葵Utano[23]（粵語配音：羅婉楓）
- 雙葉：森雙葉[23]（粵語配音：楊婉潼）
- 關羽：本間朋晃[24]（粵語配音：何家裕）
- 張飛：真壁刀義[24]（粵語配音：陳力航）
- MC：RYO-Z（RIP SLYME）[24]（粵語配音：陳力航）
- 服部（粉絲兼間諜）: 石野理子（粵語配音：羅婉楓）
- 東山:石崎ひゅーい（粵語配音：鄧燦陽）
- 南房:休日課長（粵語配音：郭湛深）

### 製作團隊
- 原作：四葉夕卜（原作）、小川亮（作畫）《派對咖孔明》（講談社《Young Magazine》連載）
- 企劃：高木由佳（富士電視台）
- 編劇：根本非翟
- 配樂：近谷直之
- 導演：澀江修平、池田千尋、渡部篤史
- 製作人：八尾香澄
- 制作協力：C&I Entertainment
- 制作著作：富士電視台

### 播出日程
- 第1話加長15分鐘（22:00 - 23:09）。

| 集數                                                                      | 播出日期 | 日文標題 | 中文標題（friDay影音） | 中文標題（Viu） | 導演     | 收視率 |
| ------------------------------------------------------------------------- | -------- | -------- | ---------------------- | --------------- | -------- | ------ |
| 第1話                                                                     | 09月27日 |          | 孔明降臨澀谷           | 穿越            | 澀江修平 | 6.1%   |
| 第2話                                                                     | 10月04日 |          | 孔明參戰音樂節         | 音樂節          | 澀江修平 | 5.3%   |
| 第3話                                                                     | 10月11日 |          | 孔明跨足饒舌界         | 條件            | 澀江修平 | 5.5%   |
| 第4話                                                                     | 10月18日 |          | 孔明進行饒舌對決       | 對戰            | 澀江修平 | 4.0%   |
| 第5話                                                                     | 10月25日 |          | 孔明深入敵營           | 手段            | 池田千尋 | 3.8%   |
| 第6話                                                                     | 11月01日 |          | 孔明借10萬讚           | 借箭            | 池田千尋 | 4.5%   |
| 第7話                                                                     | 11月08日 |          | 孔明對決電視製作人     | 秘密嘉賓        | 渡部篤史 | 3.8%   |
| 第8話                                                                     | 11月15日 |          | 孔明對同伴用計         | 時光膠囊        | 澀江修平 | 3.6%   |
| 第9話                                                                     | 11月22日 |          | 孔明接下戰帖           | 一觸即發        | 池田千尋 | 3.7%   |
| 第10話                                                                    | 11月29日 |          | 孔明決戰SUMMER SONIA   | 太平之計        | 澀江修平 | 4.4%   |
| 平均收視率 4.5%（收視率由Video Research調查關東地區、家戶的即時統計資料） |          |          |                        |                 |          |        |

## 腳註
1. ↑  空耳翻唱自匈牙利歌手JOLLY的《派对之王》（Bulikirály）。

## 外部連結
漫畫
- コミックDAYS 派對咖孔明 作品介紹頁面 （页面存档备份，存于）（日語）

電視動畫
- 派對咖孔明 動畫版官方網站 （页面存档备份，存于）
  - 『派對咖孔明』【官方推特】的X（前Twitter）
  - 四葉夕卜的X（前Twitter）
  - 小川 亮的X（前Twitter）

電視劇
- 電視劇『派對咖孔明』官方網站
  - 電視劇『派對咖孔明』的X（前Twitter）
  - 電視劇『派對咖孔明』的Instagram帳戶
  - 電視劇『派對咖孔明』的TikTok

- 派對咖孔明－緯來日本台

| 富士電視台 週三晚間十點連續劇       | 富士電視台 週三晚間十點連續劇             | 富士電視台 週三晚間十點連續劇 |
| ----------------------------------- | ----------------------------------------- | ----------------------------- |
|                                     | 派對咖孔明 （2023年9月27日－11月29日）    |                               |
| 元氣囝仔 （2023年7月12日－9月20日） | 1000次婚姻敲門 （2024年1月17日－3月20日） |                               |

| 臺灣 緯來日本台 每週六 22:00 - 23:00    | 臺灣 緯來日本台 每週六 22:00 - 23:00                                    | 臺灣 緯來日本台 每週六 22:00 - 23:00 |
| --------------------------------------- | ----------------------------------------------------------------------- | ------------------------------------ |
|                                         | 派對咖孔明 （2023年9月30日－12月2日）                                   |                                      |
| 談戀愛狀況外 （2023年7月15日－9月16日） | 正直不動產特別篇 （2024年1月6日）正直不動產2 （2024年1月13日－3月16日） |                                      |